# Лин Бјао
Лин Бјао (кин: 林彪; пин: Lín Biāo; Хуанганг, 5. децембар 1907 — Ендерхан, 13. септембар 1971) био је значајни кинески војсковођа, један од најзаслужнијих за победу комуниста у Кинеском грађанском рату. Био је трећи у хијерархији од тзв. Десет маршала.
Након рата је остао активан у војсци, али се држао подаље од политике. Након почетка Културне револуције 1966, Мао Цедунг га је одредио за свог наследника. Лин Бјао погинуо је у авионској несрећи над Монголијом 1971, наводно при бегу у Совјетски Савез након неуспешног пуча против Маоа.

## Биографија

### Младост и почетак војне службе
Рођен је 1907. године у имућној сељачкој породици у Хуангангу, покрајина Хубеи. Испрва се школовао у родном крају, али је 1919. школовање наставио у Шангају. Око 1925. се повезао с комунистима, али тада није постао члан КП Кине, него се уписао у Војну академију у Гуангџоуу. Био је велик поборник Чанг Кај Шека који је у то време био управник Академије, а један од његових предавача био је и Џоу Енлај.
Након што је дипломирао 1926, Лин је послан у јединицу која је учествовала у Северној кампањи, усмереној против локалних господара рата ми с циљем стављања Кине под управу Пекинга. Током кампање постао је члан КП Кине. Већ 1927. имао је чин пуковника.

### Кинески грађански рат
Након раскола између Куоминтанга и Комунистичке партије Кине, јединица у којој је био Лин учествовала је августа 1927. у устанку у Нанчангу. Након пропасти устанка, Лин је побегао према комунистичким територијама и 1928. се придружио Маоу и Џу Деу у Јанши совјету. Током постојања совјета, био је један од највиших војних официра и био командант Прве армијске групе. Линова армијска група била је најуспешнија у борбама, те једна од најбољих и најопремљенијих јединица кинеске Црвене армије.
Пред све већим надирањем Чанг Кај Шекових снага, Лин је био један од упорнијих заговорника да се напусти Јанши совјет, док је Мао био против. Када је ипак одлучено да се совјет напусти, Лин је успешно предводио своје јединице током Дугог марша 1934—1936. године.
Црвена армија је под командом Маоа и Џоуа коначно децембра 1936. стигла на сигурно подручје Јенанског совјета на северу Кине. Упркос мањим несугласицама и понеким неслагањем с Маовом тактиком током марша, Лин је задржао добре односе с њим и наставио да подупире његову политику.

### Други кинеско-јапански рат (1937—1945)
Након почетка отвореног рата против јапанских окупатора 1937. и успостављања сарадње с Куоминтангом, Лин је постао командант 115. дивизије комунистичке Осме армије и победио Јапанце у њиховој офанзиви на покрајину Шанси. То је била једна од ретких кинеских победа над Јапанцима у првим годинама рата.
Године 1938. десила се несрећа која је онемогућила Лина да учествује у рату неколико наредних година. Наиме, група јапанских војника је пребегла комуниста и придружила им се у борби. Тада је Лин дошао у дотицај с јапанским униформама и катаном. Из забаве је обукао униформу и узео сабљу, те на коњу одјахао даље од штаба. На путу га је из даљине приметио један стражар и, изненађен Јапанским официром у позадини контролисаној од комуниста, запуцао на Лина. Метак му је озледио лобању, а Лин је падом с коња додатно озледио леђа.
Због задобивених озледа и туберкулозе, Лин је крајем 1937. послан на лечење у Москву, где је уједно био и представник КП Кине у Извршном комитету Коминтерне. У Москви је боравио до фебруара 1942, када се вратио у Кину, у покрајину Јенан. Тамо је водио увежбавање војника и пропагандни одсек.

### Кинеска револуција
Лин због повреде главе и леђа већим делом Другог светског рата није учествовао у борбама, али је свеједно био шести у хијерархији Централног комитета КПК захваљујући ранијим заслугама током грађанског рата. Након јапанске капитулације, Лин је прешао у Манџурију и преузео команду над новоформираним Комунистичким североисточним војним дистриктом. Совјети су кинеским комунистима предали оружје Јапанаца, након чега је Линова армија била једна од најбоље опремљених комунистичких армија у Кини. Док су снаге Куоминтанга стигле у Манџурију, Линове јединице већ су контролисале сва стратешки битна подручја.
До краја 1945, под Линовом командом било је 280.000 војника, а када се грађански рат поновно разбуктао до 1947, Лин је већ имао под контролом целу северну Кину. Након три велике победе у Манџурији Лин је командовао са преко милион војника Народноослободилачке армије. Националистички генерал Фу Цуоји је са својих 440.000 војника предао Пекинг без борбе 22. јануара 1949, након чега је део војника прешао на страну комуниста.
Након пропасти преговора с Куоминтангом, Лин је, командујући са преко 1,5 милиона војника, наставио са заузимањем централне Кине, са завршном тачком на острву Хајнан.

### Политичка каријера
Лин Бјао је након завршетка рата 1949. и даље осећао последице рањавања због чега је то почело да утиче и на његово психичко здравље. Због тога је избегавао истицање у јавности и захтевао да му се додељују мање значајне функције у влади и војсци. Одбио је да буде војсковођа кинеских снага у Кореји 1950, правдајући се да му је здравље нарушено. Због тога је команду преузео Пенг Дехуај. Године 1955, постао је члан Политбироа КП Кине, а 1958. заменик премијера НР Кине.
Након почетка Културне револуције 1966, Мао се обрачунао с Љу Шаоћијем, који је до тада био њеног потенцијални наследник на месту вође Кине. Лин је лично био против обрачуна с Љуом и Денгом Сјаопингом, али је службено подупро Маоа. Након уклањања Љуа, био је постављен за заменика председника КП Кине, чиме га је Мао уједно и одбрао за свог наследника након своје смрти. Током Културне револуције, Бјао је био заповедник Црвене гарде у Пекингу у обрачунима против свих оних који су сматрани „непријатељима Револуције“. Званично је постао друга најутицајнија личност на Првом пленуму Деветог Централног комитета КП Кине априла 1969. године.
Џоу Енлај и Чанг Ђинг (Маова супруга) су 1970. оформили групу у Армији која је била супротстављена Лину. Због тога је он упутио Маоу неколико негативних коментара о Ђинг. Маоу се то није свидело и хтео је да Лин изврши самокритику, али се овај држао даље од Пекинга и одбијао да се повинује захтеву. Јула 1971, мао је одлучио да уклони с власти Лина и његове присталице.

### Погибија и наслеђе
Лин Бјао и неколико чланова његове породице погинули су у паду авиона над Монголијом 13. септембра 1971. године. Општеприхваћена верзија је та да је Лин покушао да пребегне у Совјетски Савез пошто није успео да почини атентат на Маоа. Совјетски форензичари су истражили место несреће и потврдили да је у олупини било тело Лин Бјаоа. Кинески медији објавили су вест о Линовој смрти средином октобра 1971. године. Мао је био изненађен овим догађајем, те је био видно потресен; здравље му се нарушило, а почетком 1972. је претрпео и срчани удар. Након Линове смрти, званични Маов наследник постао је Џоу Енлај.
Кинески документи везани уз Бјаову смрт су уништени, тако да су околности око његове погибије до данас остали обавијени велом тајне. Кинеска влада и даље подупире званично стајалиште да је Бјао погинуо при паду авиона након покушаја свргавања Мао Цедунга. Иако још увек није званично рехабилитован, Линов лик и дело су последњих година све присутнији у кинеској популарној култури и школским уџбеницима.